# Liechtenstein az olimpiai játékokon

1936

Liechtenstein 1936-ban szerepelt először az olimpiai játékokon, és azóta majdnem minden olimpián részt vett.
Az ország sportolói eddig 10 érmet nyertek, valamennyit a téli játékokon és mindet alpesisíben. A legeredményesebb liechtensteini olimpikon Hanni Wenzel, aki az 1976-os és az 1980-as játékokon két arany-, egy ezüst- és egy bronzérmet nyert. Norvégia és Ausztria mellett Liechtenstein a harmadik olyan állam, amelynek sportolói több érmet gyűjtöttek a téli olimpiákon, mint a nyári játékokon. (Liechtenstein az egyetlen olyan nemzet az összesített éremtáblázaton, amelynek nincs érme a nyári játékokról.)
A Liechtensteini Olimpiai Sportszövetség 1935-ben jött létre, a NOB még ebben az évben felvette tagjai sorába, a bizottság jelenlegi elnöke Leo Kranz.

## Éremtáblázatok

### Érmek a téli olimpiai játékokon
| Olimpia                      | Arany          | Ezüst          | Bronz          | Összesen       |
| 1936, Garmisch-Partenkirchen | 0              | 0              | 0              | 0              |
| 1948, St. Moritz             | 0              | 0              | 0              | 0              |
| 1952, Oslo                   | nem vett részt | nem vett részt | nem vett részt | nem vett részt |
| 1956, Melbourne              | 0              | 0              | 0              | 0              |
| 1960, Squaw Valley           | 0              | 0              | 0              | 0              |
| 1964, Innsbruck              | 0              | 0              | 0              | 0              |
| 1968, Grenoble               | 0              | 0              | 0              | 0              |
| 1972, Szapporo               | 0              | 0              | 0              | 0              |
| 1976, Innsbruck              | 0              | 0              | 2              | 2              |
| 1980, Lake Placid            | 2              | 2              | 0              | 4              |
| 1984, Szarajevó              | 0              | 0              | 2              | 2              |
| 1988, Calgary                | 0              | 0              | 1              | 1              |
| 1992, Albertville            | 0              | 0              | 0              | 0              |
| 1994, Lillehammer            | 0              | 0              | 0              | 0              |
| 1998, Nagano                 | 0              | 0              | 0              | 0              |
| 2002, Salt Lake City         | 0              | 0              | 0              | 0              |
| 2006, Torino                 | 0              | 0              | 0              | 0              |
| 2010, Vancouver              | 0              | 0              | 0              | 0              |
| 2014, Szocsi                 | 0              | 0              | 0              | 0              |
| 2018, Phjongcshang           | 0              | 0              | 1              | 1              |
| 2022, Peking                 | 0              | 0              | 0              | 0              |
| Összesen                     | 2              | 2              | 6              | 10             |

## Érmek sportáganként

### Érmek a téli olimpiai játékokon sportáganként
| Liechtenstein érmei a téli olimpiai játékokon sportáganként | Liechtenstein érmei a téli olimpiai játékokon sportáganként | Liechtenstein érmei a téli olimpiai játékokon sportáganként | Liechtenstein érmei a téli olimpiai játékokon sportáganként | Az olimpiai zászlaja |

| Sportág  | Arany | Ezüst | Bronz | Összesen |
| -------- | ----- | ----- | ----- | -------- |
| Alpesisí | 2     | 2     | 6     | 10       |
| Összesen | 2     | 2     | 6     | 10       |